# Руммель, Владимир Адольфович
Владимир Адольфович Руммель (1888 — 1920) — русский офицер, участник Первой мировой войны и Белого движения.

## Биография
Из дворян, сын подполковника. Уроженец Нижегородской губернии.
Окончил Ярославский кадетский корпус (1907) и Санкт-Петербургское пехотное юнкерское училище (1910), откуда выпущен был подпоручиком в 86-й пехотный Вильманстрандский полк. Произведен в поручики 15 октября 1913 года.
С началом Первой мировой войны, 8 ноября 1914 года переведен в 266-й пехотный Пореченский полк. За боевые отличия был награжден несколькими орденами, в том числе орденом Св. Анны 4-й степени с надписью «за храбрость». С 1915 года был прикомандирован к 120-му пехотному Серпуховскому полку, где состоял командующим 4-м батальоном. Произведен в штабс-капитаны 14 марта 1916 года, в капитаны — 21 марта 1917 года.
С началом Гражданской войны подполковник Руммель вступил в отряд полковника Дроздовского, формировавшийся на Румынском фронте. Участвовал в походе Яссы — Дон в должности командира 1-й роты Стрелкового полка. По прибытии в Добровольческую армию — во 2-м Офицерском (Дроздовском) стрелковом полку, в июне 1918 командир батальона того же полка, с января 1919 командир 1-го Дроздовского полка (до 11 октября), полковник, в октябре — командир отряда, который вёл бои в районе Кром и Севска, затем командир 2-го Дроздовского полка. С 14 ноября по 12 декабря 1919 года комендантом Харькова. При отступлении белых к Новороссийску заболел тифом. Умер от тифа 9 (22) февраля 1920 в Новороссийске.

## Награды
- Орден Святой Анны 4-й ст. с надписью «за храбрость» (ВП 29.08.1915)
- Орден Святого Станислава 3-й ст. с мечами и бантом (ВП 30.01.1916)
- Орден Святого Станислава 2-й ст. с мечами (ВП 15.07.1916)
- Орден Святой Анны 3-й ст. с мечами и бантом (ВП 21.08.1916)